# توتون و الینگ
latitudeتوتون و الینگlongitudeتوتون و الینگ
توتون و الینگ (به انگلیسی: Totton and Eling) یک شهرک در بریتانیا است که در انگلستان واقع شده‌است.

## خصوصیات
توتون و الینگ ۲۸٬۳۰۰ نفر جمعیت دارد.